# Emilie Hegh Arntzen
Emilie Hegh Arntzen (Skien, 1 de janeiro de 1994) é uma handebolista profissional norueguesa, medalhista olímpica.

## Carreira
Emilie Hegh Arntzen fez parte do elenco medalha de bronze na Rio 2016.